# Золотниківська сільська територіальна громада
Золотниківська сільська громада — територіальна громада в Україні, в Тернопільському районі Тернопільської області. Адміністративний центр — с. Золотники.
Площа громади — 286,8 км², населення — 7702 осіб (2020).

## Історія
Утворено 23 липня 2015 року шляхом об'єднання Багатківської, Бенівської, Бурканівської, Вишнівчицької, Гайворонківської, Гвардійської, Зарваницької, Золотниківської, Котузівської, Маловодівської, Надрічненської, Семиківської, Соколівської, Соснівської сільських рад Теребовлянського району.
25 жовтня 2015 року вперше проводилися місцеві вибори в статусі громади.
У 2016 році громада отримала 8,5 млн. грн. субвенції з державного бюджету.

## Населені пункти
У складі громади 21 село:
- Багатківці
- Бенева
- Бурканів
- Вишеньки
- Вишнівчик
- Гайворонка
- Гниловоди
- Гончарки
- Зарваниця
- Золотники
- Котузів
- Маловоди
- Надрічне
- Панталиха
- Підруда
- Раковець
- Сапова
- Семиківці
- Сокільники
- Соколів
- Соснів